# Рострогордо
Рострогордо (исп. Fuerte de Rostrogordo, буквально — Толстолицый) — форт в северной части Мелильи в 3 км от центра города.
Форт Рострогордо был построен на возвышенности в Новой части города в период с 26 мая 1888 года по 22 июня 1890 года для защиты Мелильи от нападений риффов, а позже, утратив свою оборонительную функцию, стал военной тюрьмой, в которой в 1915-1916 годы находился Абд аль-Крим.
Рострогордо представляет собой сооружение трапециевидной формы с внутренним двориком с пандусом для доступа к верхним батареям. Форт Рострогордо был передан под управление городской администрации в середине 1990-х гг. После реконструкции форт открыт для посещений и имеет статус объекта культурного интереса Bien de interés cultural и находится под защитой  Указа от 22 апреля 1949 года и Закона 16/1985 об испанском историческом наследии.
Форт окружён сосновым парком для отдыха и спорта. К западу от него на границе с Марокко располагается наивысшая точка Мелильи (132 м над уровнем моря).

## Галерея

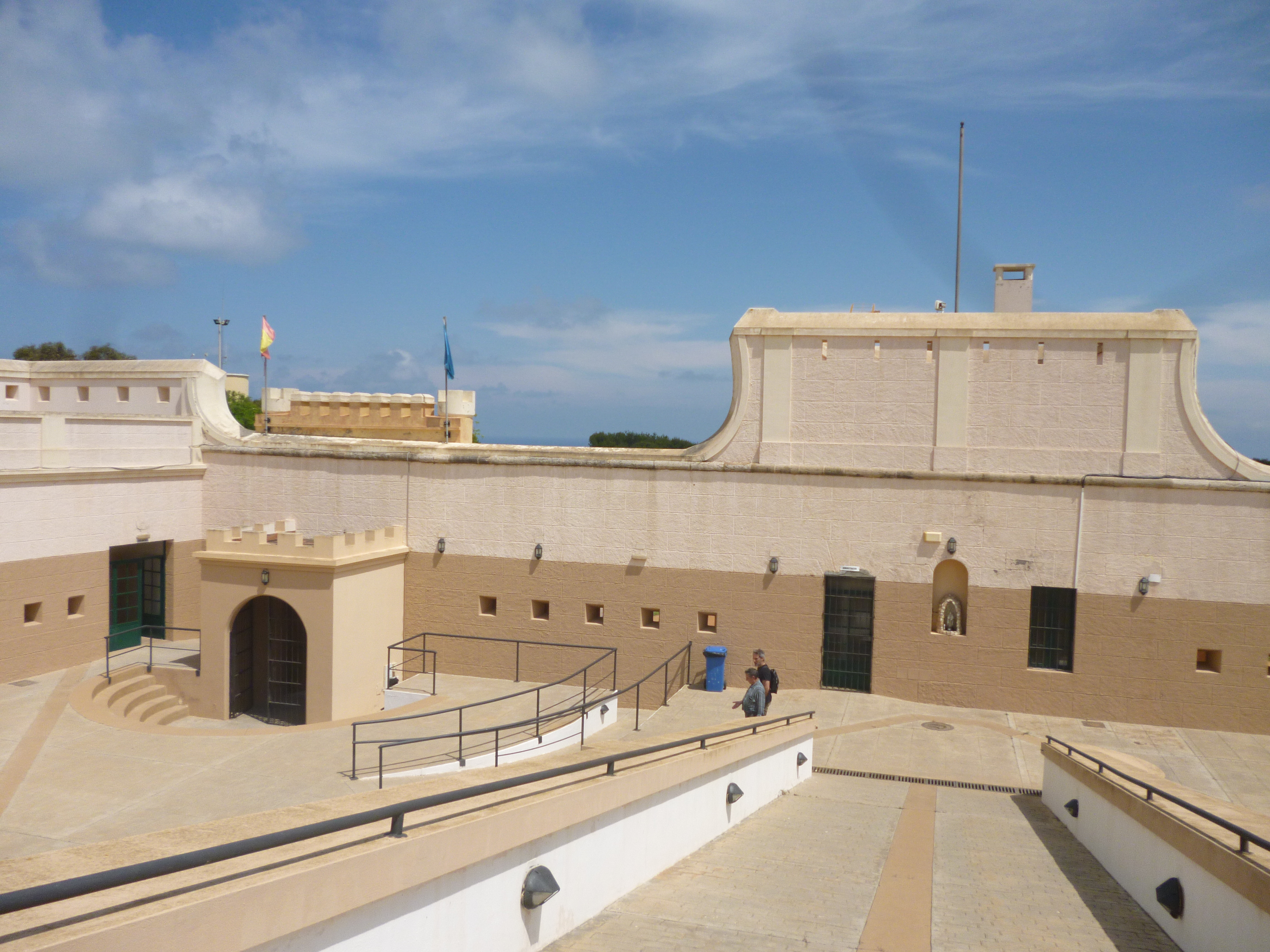
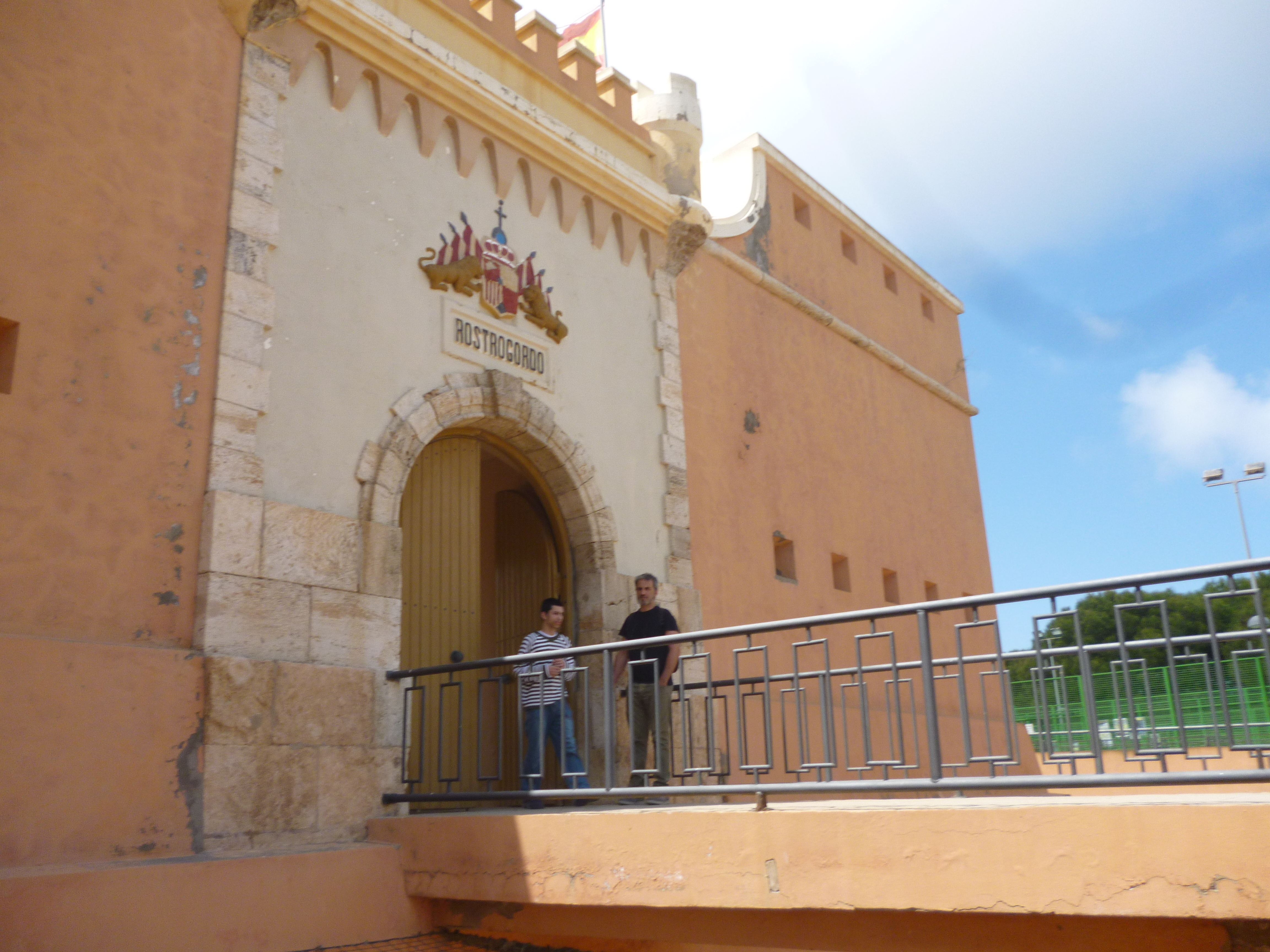
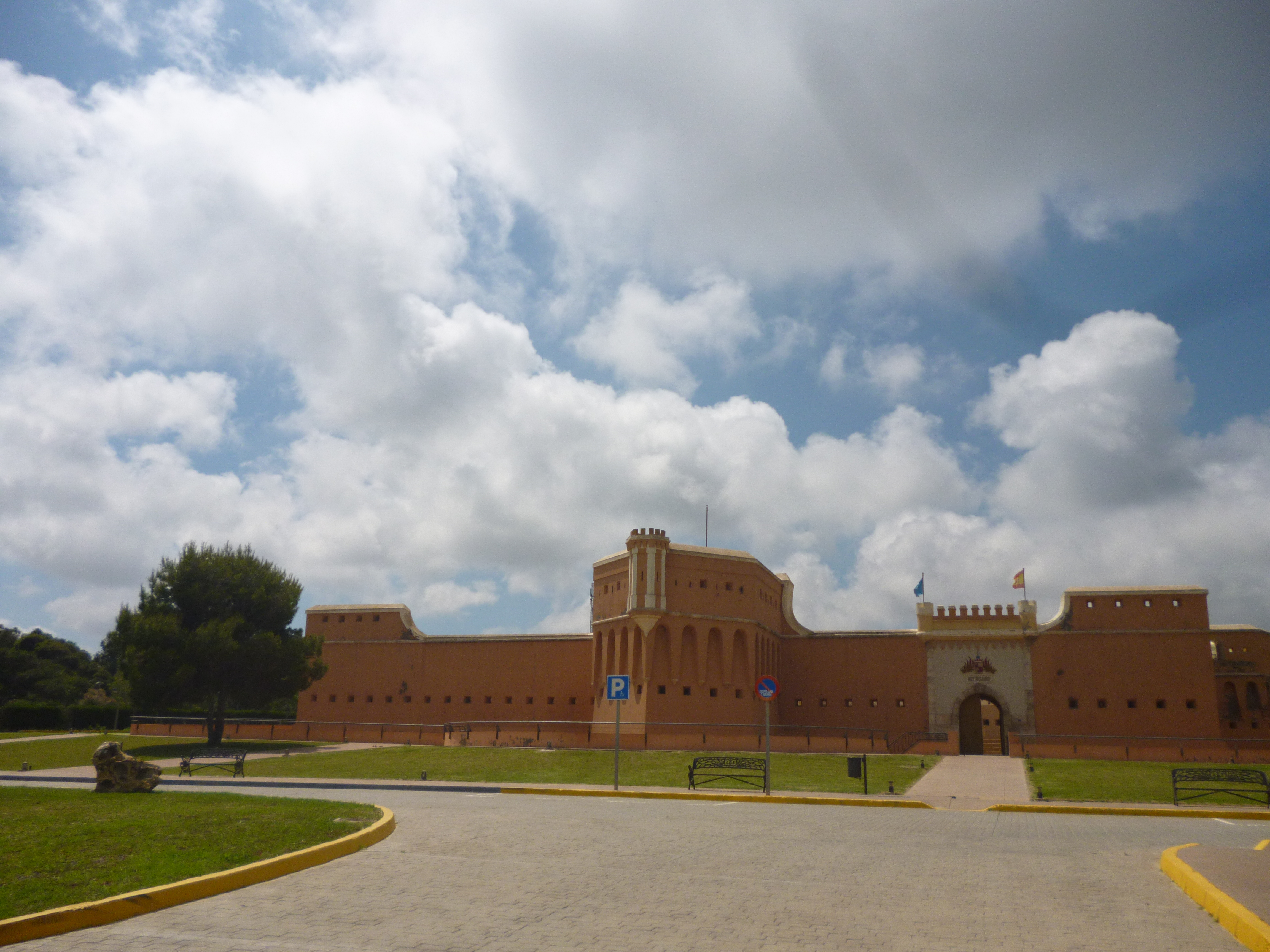
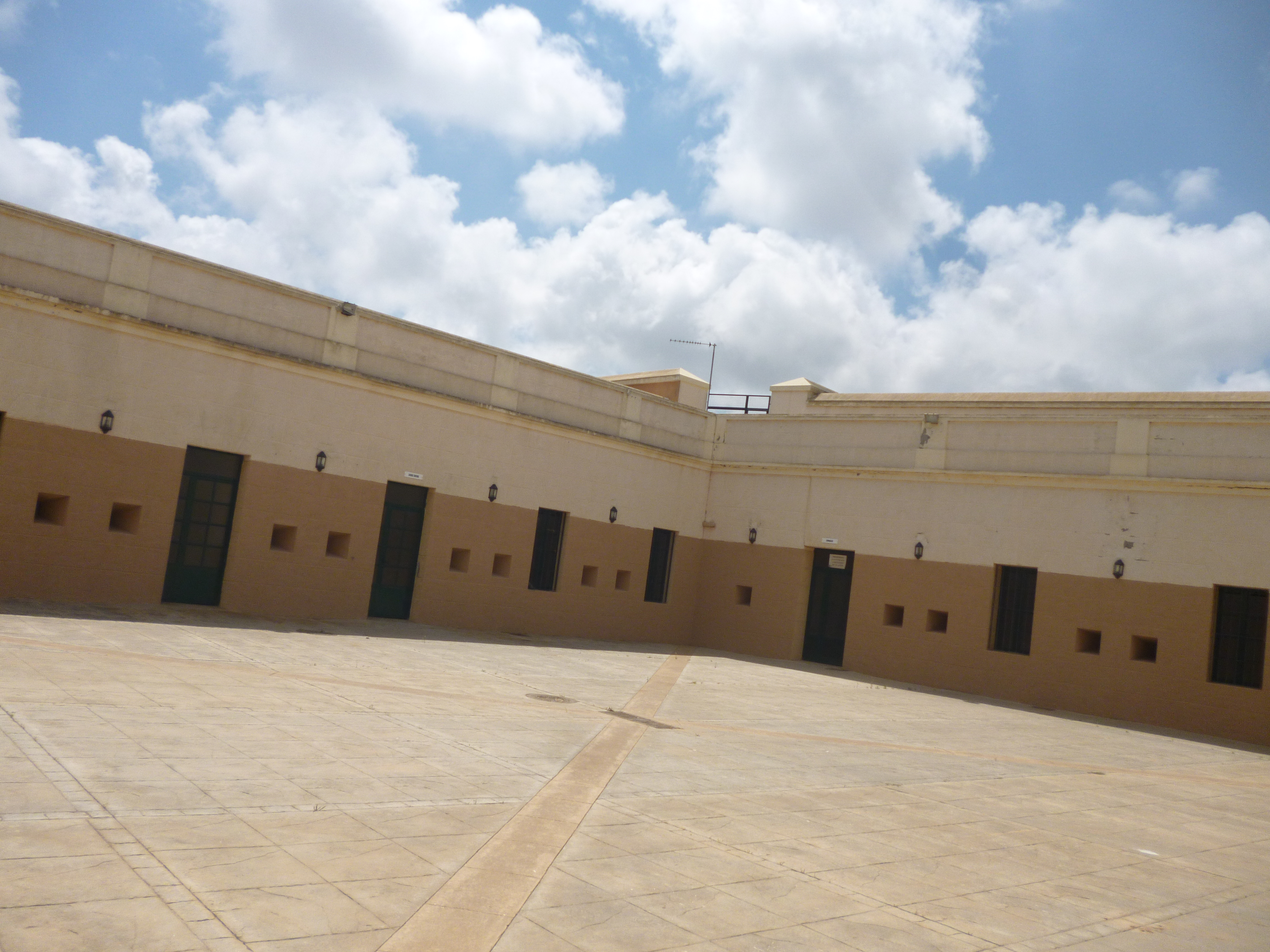